# Крістін Ларсен
Крістін Ларсен (англ. Christine Larsen, 15 грудня 1967) — канадська синхронна плавчиня.
Призерка Олімпійських Ігор 1996 року.